# イリーナ・キリロワ
イリーナ・キリロワ（ロシア語: Ирина Кириллова, 1965年5月15日 - ）は、クロアチア国籍の女子バレーボール選手、指導者。
ロシア時代にはパルホムチュク名で活躍した。

## 来歴
1982年に代表初選出。その巧みなトスワークからロシア（当時はソビエト連邦）最大の名セッターと呼ばれた。全日本のセッターである中田久美とは同い年で最大のライバルと言われる間柄であった。1988年のソウル五輪、1990年世界選手権に出場して金メダルを獲得した。1993年にクロアチア国籍を取得し、1995年ワールドカップにはクロアチア代表として出場した。
2005年からロシア代表のコーチを務める。2008年、ロシアリーグのディナモ・モスクワで43歳にして現役復帰し、チームを優勝へ導いた。2011年、古巣であるウラロチカ・エカテリンブルクに復帰。
2017年7月、キリロワはバレーボール殿堂入りを果たす。